# Yusif Nabiyev
Yusif Nabiyev (Agstafa, 3 de septiembre de 1997) es un futbolista azerí que juega en la demarcación de lateral izquierdo para el Sabail FK de la Liga Premier de Azerbaiyán.

## Selección nacional
Hizo su debut con la selección de fútbol de Azerbaiyán el 8 de septiembre de 2023 en un partido de clasificación para la Eurocopa 2024 contra Bélgica que finalizó con un resultado de 0-1 a favor del combinado belga tras el gol de Yannick Carrasco.

## Clubes
| Club                 | País       | Año       | Partidos | Goles |
| -------------------- | ---------- | --------- | -------- | ----- |
| Sumgayit FK (cedido) | Azerbaiyán | 2016-2017 | 18       | 3     |
| Zira FK              | Azerbaiyán | 2017      | 8        | 0     |
| Gabala SC            | Azerbaiyán | 2018      | 4        | 0     |
| Sumgayit FK (cedido) | Azerbaiyán | 2018-2019 | 26       | 1     |
| Gabala SC            | Azerbaiyán | 2019-2021 | 32       | 2     |
| Sumgayit FK          | Azerbaiyán | 2021-2022 | 15       | 0     |
| Kapaz PFK            | Azerbaiyán | 2022-2023 | 37       | 2     |
| Sabail FK            | Azerbaiyán | 2023-     | 53       | 5     |